# Les Larrons
Les Larrons (titre original en anglais : The Reivers), paru en 1962, est le dernier roman de William Faulkner. Il a obtenu le Prix Pulitzer pour une œuvre de fiction en 1963. Faulkner avait déjà obtenu ce prix en 1955 pour Parabole (A Fable), ce qui en fait un des quatre seuls auteurs à avoir été récompensé plus d'une fois.
À la différence de plusieurs de ses œuvres antérieures, ce roman est direct et ne recourt pas à des techniques littéraires compliquées. Il est également gai. C'est pourquoi Les Larrons est souvent ignoré par les exégètes de Faulkner ou considéré comme une œuvre mineure. Toutefois, Pierre Bergounioux, grand admirateur de Faulkner, affirme dans ses  Carnets de notes que Les Larrons est le meilleur roman qu'il ait jamais lu.
Faulkner avait déclaré vouloir finir sa carrière littéraire en écrivant le livre d'or du comté de Yoknapatawpha. Il est probable que Les Larrons constitue ce « livre d'or ».

## Résumé
Un jeune garçon nommé Lucius accompagne un employé de la famille nommé Boon Hogganbeck à Memphis, où Boon espère courtiser une prostituée nommée Everbe Corinthia (Miss Corrie). Comme Boon n'a aucun moyen pour se rendre à Memphis, il vole la voiture du grand-père de Lucius, la première voiture du Comté de Yoknapatawpha (L'histoire se déroule dans les années 1910). Ils découvrent que Ned, un noir qui travaille avec  Boon dans les écuries du grand-père, s'est incrusté avec eux. Lorsqu'ils arrivent à  Memphis, Boon et Lucius restent dans le lupanar tandis que Ned disparait dans la partie de la ville où résident les noirs. Bientôt Ned revient : il a échangé la voiture contre un cheval de course.
Le reste de l'histoire relate les tentatives de Ned pour entrainer le cheval afin de gagner assez d'argent pour dépanner sa famille et la cour que Boon fait à Mlle Corrie. Lucius, jeune, riche et jusque-là préservé, fait rapidement l'apprentissage de la vie à Memphis. Il entre en contact pour la première fois avec l'envers de la société. Une grande partie du roman narre la volonté de Lucius de réconcilier sa vision idéalisée de la vie et la réalité à laquelle il est confronté pendant de ce voyage. Il rencontre le neveu de Corrie, un garçon un peu plus âgé que lui, qui joue le rôle de faire-valoir et incarne plusieurs des aspects les plus vils de l'être humain : il dégrade des femmes, ne respecte personne, fait du chantage au propriétaire du bordel, le vole, et blasphème.
Par la suite Lucius, plus que jamais le chevalier blanc, se bat avec lui pour défendre l'honneur de Corrie. Elle est si touchée par ardeur à la défendre qu'elle décide de devenir une femme honnête.
Le roman atteint son apogée lorsque Lucius monte le cheval (appelé Coppermine, mais Lightning par Ned) dans une course illicite. Coppermine est un cheval rapide, qui aime juste courir derrière les autres chevaux pour les voir à tout moment. Ned le convainc de faire un sprint final pour gagner la course en le subornant avec une sardine. Alors qu'ils gagnent la course, le grand-père de Lucius se montre. Cette fois Ned ne fait pas le coup de la sardine et Coppermine perd. Ned a parié contre Coppermine dans cette course et le pauvre palefrenier noir peut ainsi obtenir le meilleur du riche grand-père blanc.

## Éditions françaises
- Les Larrons, traduit de l'anglais par Maurice-Edgar Coindreau et Raymond Girard, préface de Raymond Girard, 304 pages, 140 x 205 mm, coll. « Du monde entier », Gallimard, 1964  (ISBN 2070223426)
- Les Larrons, 304 pages, reliure toile, 140 x 205 mm, coll. « Soleil » no 149, Gallimard, 1964  (ISBN 2070101991)
- Les Larrons, préface de Raymond Girard, 416 pages sous couverture illustrée, illustrations, 108 x 178 mm, coll. « Folio » no 2789, Gallimard, 1996  (ISBN 207039476X)
- Les Larrons, préface de Raymond Girard, 420 pages, 125 x 190 mm, coll. « L'Imaginaire » no 654, Gallimard, 2014  (ISBN 9782070144891)
- Les Larrons, traduction par Maurice-Edgar Coindreau et Raymond Girard, révisée par François Pitavy et Jacques Pothier, dans Œuvres romanesques V, 1216 pages, 105 x 170 mm, relié peau, coll. « Bibliothèque de la Pléiade » no 618, 2016  (ISBN 9782070119936)

## Adaptation cinématographique
- 1969 : Reivers (The Reivers), film américain réalisé par Mark Rydell, avec Steve McQueen, Rupert Crosse, Sharon Farrell et Will Geer.